# Madieae
Madieae, tribus glavočika u potporodici Asteroideae. Postoji 39 rodova

## Podtribusi i Rodovi
1. Subtribus Baeriinae Benth.
  1. Eriophyllum Lag. (13 spp.)
  2. Pseudobahia (A. Gray) Rydb. (3 spp.)
  3. Syntrichopappus A. Gray (2 spp.)
  4. Lasthenia Cass. (18 spp.)
  5. Baeriopsis J. T. Howell (1 sp.)
  6. Amblyopappus Hook. & Arn. (1 sp.)
  7. Monolopia DC. (5 spp.)
  8. Constancea B. G. Baldwin (1 sp.)
2. Subtribus Venegasiinae B. G. Baldwin
  1. Venegasia DC. (1 sp.)
3. Subtribus Hulseinae B. G. Baldwin
  1. Hulsea Torr. & A. Gray (7 spp.)
  2. Eatonella A. Gray (1 sp.)
4. Subtribus Arnicinae B. G. Baldwin
  1. Arnica L. (31 spp.)
5. Subtribus Madiinae Benth. & Hook. fil.
  1. Raillardella (A. Gray) Benth. (3 spp.)
  2. Adenothamnus D. D. Keck (1 sp.)
  3. Hemizonella (A. Gray) A. Gray (1 sp.)
  4. Kyhosia B. G. Baldwin (1 sp.)
  5. Anisocarpus Nutt. (2 spp.)
  6. Carlquistia B. G. Baldwin (1 sp.)
  7. Madia Molina (11 spp.)
  8. Argyroxiphium DC. (5 spp.)
  9. Wilkesia A. Gray (2 spp.)
  10. Dubautia Gaudich. (26 spp.)
  11. Deinandra Greene (22 spp.)
  12. Holocarpha Greene (4 spp.)
  13. Centromadia Greene (4 spp.)
  14. Calycadenia DC. (10 spp.)
  15. Osmadenia Nutt. (1 sp.)
  16. Hemizonia DC. (1 sp.)
  17. Blepharizonia (A. Gray) Greene (2 spp.)
  18. Lagophylla Nutt. (5 spp.)
  19. Holozonia Greene (1 sp.)
  20. Layia Hook. & Arn. (15 spp.)
  21. Blepharipappus Hook. (1 sp.)
  22. Achyrachaena Schauer (1 sp.)
  23. Harmonia B. G. Baldwin (5 spp.)
  24. Jensia B. G. Baldwin (2 spp.)